# ゴラン・サンコヴィッチ
ゴラン・サンコヴィッチ（Goran Sankovič、1979年6月18日 - 2022年6月4日）は、スロベニアの元サッカー選手。元スロベニア代表。ポジションはディフェンダー。

## 来歴
2001年にスロベニア代表デビュー。2002 FIFAワールドカップのメンバーにも選ばれた。スロベニア代表で5試合に出場した。

## 代表歴

### 出場大会
- スロベニア代表
  - 2002 FIFAワールドカップ

### 試合数
- 国際Aマッチ 5試合 0得点（2001年-2002年）[1]

| スロベニア代表 | 国際Aマッチ | 国際Aマッチ |
| 年             | 出場        | 得点        |
| -------------- | ----------- | ----------- |
| 2001           | 1           | 0           |
| 2002           | 4           | 0           |
| 通算           | 5           | 0           |